# Пьеро и Арлекин
«Пьеро и Арлекин» (фр. Pierrot et Arlequin) или «Марди-Гра» (фр. Mardi gras) — картина, написанная  в 1888—1890 годах французским художником Полем Сезанном (Paul Cézanne, 1839—1906). Принадлежит Государственному музею изобразительных искусств имени А. С. Пушкина в Москве (инв. Ж-3335), находится в галерее искусства стран Европы и Америки XIX—XX веков. Размер картины — 102 × 81 см.

## История
В 1890—1899 годах картина «Пьеро и Арлекин» находилась в коллекции Виктора Шоке (Victor Chocquet). Потом она была куплена известным парижским маршаном Полем Дюран-Рюэлем (Paul Durand-Ruel) и находилась у него до 1904 года.
В 1904—1918 годах картина «Пьеро и Арлекин» находилась в собрании московского купца и коллекционера Сергея Щукина. В 1918 году она была передана в 1-й Музей новой западной живописи. В 1923 году он был объединён со 2-м Музеем новой западной живописи, и в результате был образован Государственный музей нового западного искусства (ГМНЗИ), в котором картина находилась до его упразднения в 1948 году. После этого картина была передана в Пушкинский музей, где она и находится до сих пор.

## Описание
Пьеро (в итальянском варианте — Педролино) и Арлекин являются традиционными персонажами итальянской комедии дель арте. В качестве моделей Сезанну позировали его сын Поль со своим другом Луи Гийомом. Белая фигура Пьеро кажется изготовленной из гипса. Красно-чёрное трико Арлекина символизирует пламя на углях. Разное расположение цветных занавесей справа и слева подчёркивает поступательное движение Арлекина и более статичное положение Пьеро.